# 賽恩岩
賽恩岩（英語：Sayen Rocks），是南極洲的岩石，位於埃爾斯沃思地，屬於瓊斯山的一部分，由明尼蘇達大學地質學會繪入地圖，現時由南極條約體系管理。